# Blanca Marsillach
Blanca Marsillach del Rio (Barcellona, 23 marzo 1966) è un'attrice spagnola.

## Biografia
Blanca Marsillach, figlia dell'attore e regista Adolfo Marsillach e di Teresa del Río, è un'attrice internazionale professionista dal 1984; ha recitato in teatro, televisione, cinema. Il suo esordio televisivo avviene nella serie Teresa de Jesús, mentre l’anno successivo esordisce al cinema nei film El rollo de septiembre di Mariano Ozores e L'amore e il sangue, diretto da Paul Verhoeven. 
Successivamente recita in Italia nel film La gabbia (1985) di Giuseppe Patroni Griffi, cui seguono Il miele del diavolo (1986) di Lucio Fulci e I picari (1987) di Mario Monicelli.
Nel 2006 è la protagonista del film Il giorno dell'ira. Per la televisione ha partecipato a diverse serie come Código fuego (2003) e Snatch (2018).

## Filmografia parziale

### Cinema
- El rollo de septiembre, regia di Mariano Ozores (1985)
- L'amore e il sangue, regia di Paul Verhoeven (1985)
- La gabbia, regia di Giuseppe Patroni Griffi (1985)
- El primer torero porno, regia di Antoni Ribas (1986)
- Il miele del diavolo, regia di Lucio Fulci (1986)
- La monja alférez, regia di Javier Aguirre (1987)
- En penumbra, regia di José Luis Lozano (1987)
- I picari, regia di Mario Monicelli (1987)
- Magenta, regia di Gregory C. Haynes (1997)
- Largo, regia di Susanna Lo (2000)
- Figli del vento, regia di José Miguel Juàrez (2000)
- La mujer de mi vida, regia di Antonio del Real (2001)
- L'altro lato del letto, regia di Emilio Martinez Lazaro (2002)
- La notte delle streghe, regia di José Miguel Juárez (2003)
- Atraco a las 3... y media, regia di Raúl Marchand Sánchez (2003)
- Il giorno dell'ira, regia di Adrian Rudomin (2006)
- GAL, regia di Miguel Courtois (2006)

### Televisione
- Teresa de Jesús – serie TV, 2 episodi (1984)
- Einstein – miniserie TV, 2 puntate (1985)
- Segunda enseñanza – serie TV, 3 episodi (1986)
- Recuerda cuándo – serie TV, 1 episodio (1987)
- Marlowe - Omicidio a Poodle Springs – film TV (1998)
- Código fuego – serie TV, 6 episodi (2003)
- Snatch – serie TV, 4 episodi (2018)

## Teatro
- Aprile a Parigi (Abril en París)
- Il regno della terra, adattamento dell'opera di Tennessee Williams
- La taverna dei quattro venti, di Alberto Vázquez Figueroa (1994)
- Las entretenidas, di Miguel Mihura (2002)